# Cathédrale d'Acerno
La cathédrale d'Acerno ou cathédrale Saint-Donat (en italien : Concattedrale di San Donatoe) est une église catholique romaine d'Acerno, en Italie. Il s'agit d'une cocathédrale de l'archidiocèse de Salerne-Campagna-Acerno.

### Articles liés
- Acerno
- Archidiocèse de Salerne-Campagna-Acerno
- Liste des cathédrales d'Italie